# Tapinoma krakatauae
Tapinoma krakatauae este o specie de furnică din genul Tapinoma. Descrisă de William Morton Wheeler în 1924, specia este endemică pentru Indonezia.